# Johann Karl Burckhardt
Johann Karl Burckhardt (30. dubna 1773 Lipsko – 21. či 22. června 1825 Paříž) byl francouzský astronom a matematik německého původu, který je nejvíce znám pro svůj příspěvek do katalogu 50 000 hvězd od Josepha de Lalande.
Johann Karl Burckhardt studoval matematiku v Německu. Spolupracoval s Franzem Xaverem von Zachem a Josephem de Lalandem a roku 1795 byl jmenován náměstkem Bureau des Longitudes. Naturalizovaným Francouzem se stal roku 1799. O pět let později byl přijat do Francouzské akademie věd. 1812 publikoval Tables de la Lune vytvořené jinou metodou než byla Laplacova.

## Dílo
- Methodus combinatorio-analytica, evolvendis fractionum continuarum valoribus maxime idonea (1794)
- De Usu logarithmorum infinitomii in theoria aequationum dissertatio combinatorio-analytica, quam defendet Mauricius de Prasse (1796)
- Table des diviseurs pour tous les nombres du premier million (3 svazky, 1814-1817)
- Tables astronomiques, publiées par le Bureau des longitudes de France. Tables de la lune (1812)